# Abd al-Rahman Shahbandar
ʿAbd al-Raḥmān Shahbandar (in arabo عبد الرحمن الشهبندر‎?; 1880 – giugno 1940) è stato un politico siriano di orientamento nazionalista.
Politico attivo durante il periodo mandatario della Francia in Siria, perseguì un disegno politico di compromesso con la Potenza mandataria. I suoi ideali nazionalistici risalgono ai giorni dell'attività del Comitato Unione e Progresso e alle sue politiche di riformismo. Sostenne la rivolta araba durante la prima guerra mondiale e fu per breve periodo ministro degli Esteri nell'effimero Regno Arabo di Siria affidato a Fayṣal.
Quando la Francia occupò la Siria nel luglio del 1920, egli fuggì per tornarvi nel 1921, al fine di organizzare l'Associazione del pugno d'acciaio (in arabo جمعية القبضة الفولاذية‎?, Jamʿiyyat al-qabḍa al-fūlādhiyya) contro il potere francese. Questo fu il primo gruppo nazionalistico a nascere nella Siria mandataria e Shahbandar organizzò le sue sezioni a Homs e a Hama. Nell'aprile del 1922 i francesi arrestarono lui e altri esponenti del Pugno d'acciaio per incitamento all'ostilità nei loro confronti. Gli arresti comportarono diversi giorni di manifestazioni e sanguinosi scontri con le forze francesi a Damasco. Nondimeno i francesi arrestarono Shahbandar per "attività sovversive" e lo condannarono a 20 anni di carcere.
Dopo aver scontato due anni di prigione, i francesi esiliarono Shahbandar in Egitto, dove egli raggiunse il Congresso Siro-Palestinese basato al Cairo. I francesi consentirono a un suo ritorno in patria nel 1924 e l'anno seguente Shahbandar guidò la costituzione del primo partito nazionalistico di Siria, il Partito del Popolo. Aiutò quindi a organizzare l'inclusione, nell'ambito del progetto della grande rivoluzione siriana, del Gebel druso al resto della Siria. Riuscì a eludere il controllo delle autorità francesi, muovendosi lungo tutto il Gebel druso per tutta la durata della rivoluzione. Qui assieme a Sultan al-Atrash formò un governo provvisorio ma, quando i moti furono stroncati dalla Francia nel 1927, Shahbandar fuggì in Transgiordania e da lì in Egitto.
Nel 1937 un'altra amnistia francese gli consentì di riguadagnare la patria ed egli guidò ancora i suoi sostenitori ad opporsi alla presenza francese, espressa dal trattato d'indipendenza franco-siriana che era in discussione e che garantiva a Parigi di mantenere i suoi privilegi a scapito della piena e reale sovranità della Siria. Fu sostenuto in questo da politici siriani quali Munir al-Ajlani. Shahbandar diresse ancyhe una campagna politica per discreditare il governo del Blocco Nazionale del primo ministro Jamil Mardam Bey.
Dopo lo scoppio della seconda guerra mondiale e il repentino crollo militare della Francia, i filo-gaullisti si convinsero dell'opportunità di coinvolgere nella lotta contro il nazi-fascismo e il regime di Petain i siriani e Shahbandar, ostile al Blocco Nazionale e favorito dal Regno Unito dalle monarchie arabe hascemite.
Nel giugno del 1940 il popolarissimo patriota siriano fu però assassinato. I francesi accusarono del misfatto numerosi esponenti del Blocco Nazionale, inclusi Jamil Mardam Bey e Sa'dallah al-Jabiri, e gli accusati furono pertanto costretti a fuggire nell'Iraq mandatario.